# أنطونيو ميكينغ
أنطونيو ميكينغ (بالإنجليزية: Antonio Meeking)‏ مواليد 24 أغسطس 1981 في مونرو، هو لاعب كرة سلة أمريكي. بدأ مسيرته الاحترافية في سنة 2003. يبلغ طوله 6 قدم 8 بوصة (2.0 م).

## المسيرة الاحترافية
لعب مع أوكلاهوما سيتي بلو في موسم 2003–2004، ثم لعب مع سكايلاينرز فرانكفورت في الدوري الألماني في موسم 2005–2006، ثم لعب مع فابريانو باسكت في سنة 2008.

## روابط خارجية
- أنطونيو ميكينغ على موقع الدوري الأوروبي لكرة السلة (الإنجليزية)
- أنطونيو ميكينغ على موقع كرة السلة الأوروبية.كوم (الإنجليزية)
- أنطونيو ميكينغ على موقع DraftExpress.com (الإنجليزية)
- أنطونيو ميكينغ على موقع كلية كرة السلة في سبورتس رفرنس.كوم (الإنجليزية)
- أنطونيو ميكينغ على موقع ريلجم (الإنجليزية)
- أنطونيو ميكينغ على موقع بروبوليرز (الإنجليزية)
- أنطونيو ميكينغ على موقع سبورتس رفرنس (الإنجليزية)
- أنطونيو ميكينغ على موقع سبورتس رفرنس (الإنجليزية)